# Luva de noite

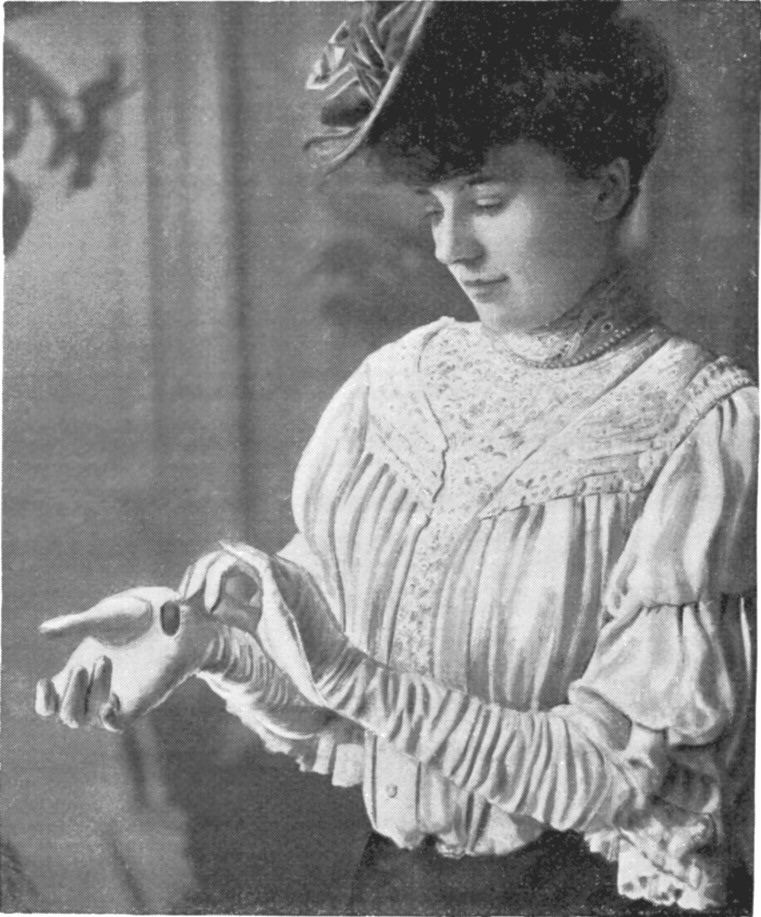
Luvas de ópera com botões, c. 1905.

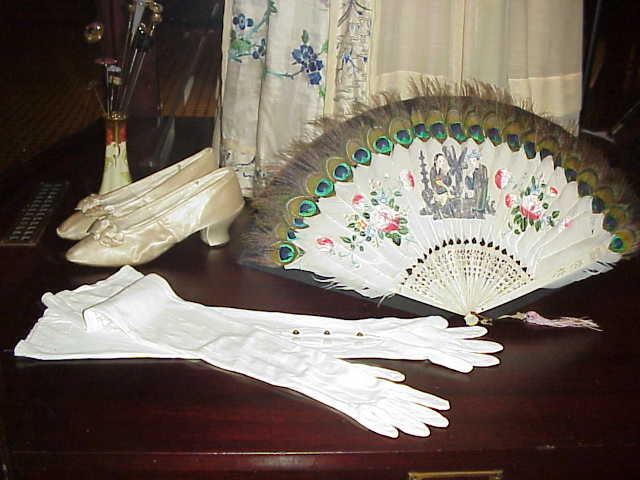
Luvas de noite ao lado de sapatos e um leque.

Luvas de noite, luvas noturnas ou luvas longas são um tipo de luvas longas usadas por mulheres em trajes formais, como em um vestido de noite ou em um vestido de noiva. Entre elas, as luvas de noite mais longas são chamadas de "luvas de ópera". O comprimento do cotovelo ou acima é o principal; luvas que cobrem uma parte substancial do antebraço, até logo abaixo do cotovelo, podem ser legitimamente chamadas de "luvas longas" ou "luvas de noite", mas nunca "luvas de ópera". Neste caso, o termo ópera provavelmente tem mais a ver com o comprimento do que com a ocasião teatral, como também é visto em "luvas de comprimento ópera" e "pérolas de comprimento ópera".
Muitos vestidos cerimoniais ocidentais são derivados de trajes e costumes cristãos, especialmente na Igreja Católica, a maior denominação cristã onde os rituais são estritamente disciplinados e eram necessários para reduzir a exposição da pele. Em resposta a essa tendência, no mundo ocidental, vestidos de mangas curtas ou sem mangas, como seguia o código de vestimentas noturnas, deviam ser usados com luvas longas até o cotovelo, mesmo em eventos oficiais e círculos sociais da alta classe. Portanto, tem um forte significado como uma vestimenta formal em um local sagrado e restrito, e é dito ser um vestido sofisticado de uma senhora elegante e "pura".
As luvas femininas para uso formal e semiformal vêm em três comprimentos para mulheres: punho, cotovelo e ópera (acima do cotovelo, geralmente alcançando o bíceps, mas às vezes até o comprimento total do braço). As luvas de comprimento de ópera mais nobres são feitas sob medida com pele kidskin. Muitos outros tipos de couro, geralmente variedades macias de couro bovino, são usados na fabricação de luvas longas; couro envernizado e camurça são especialmente populares como alternativas à pele kidskin, sendo geralmente mais acessíveis do que a mesma. O cetim e os materiais com elástico são extremamente populares e também existem variedades produzidas em massa. Os materiais mais incomuns para luvas incluem couro feito de salmão, pítons e arraias.

## História

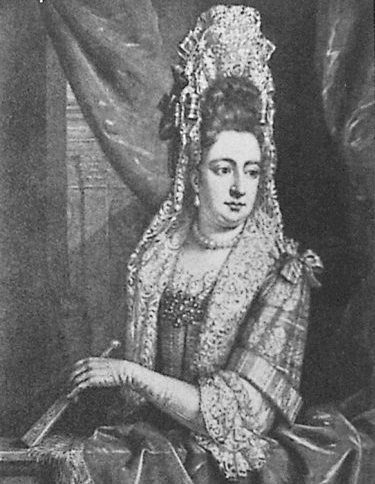
Maria II da Inglaterra usando luvas longas até o cotovelo c.1690.

### Mundo ocidental

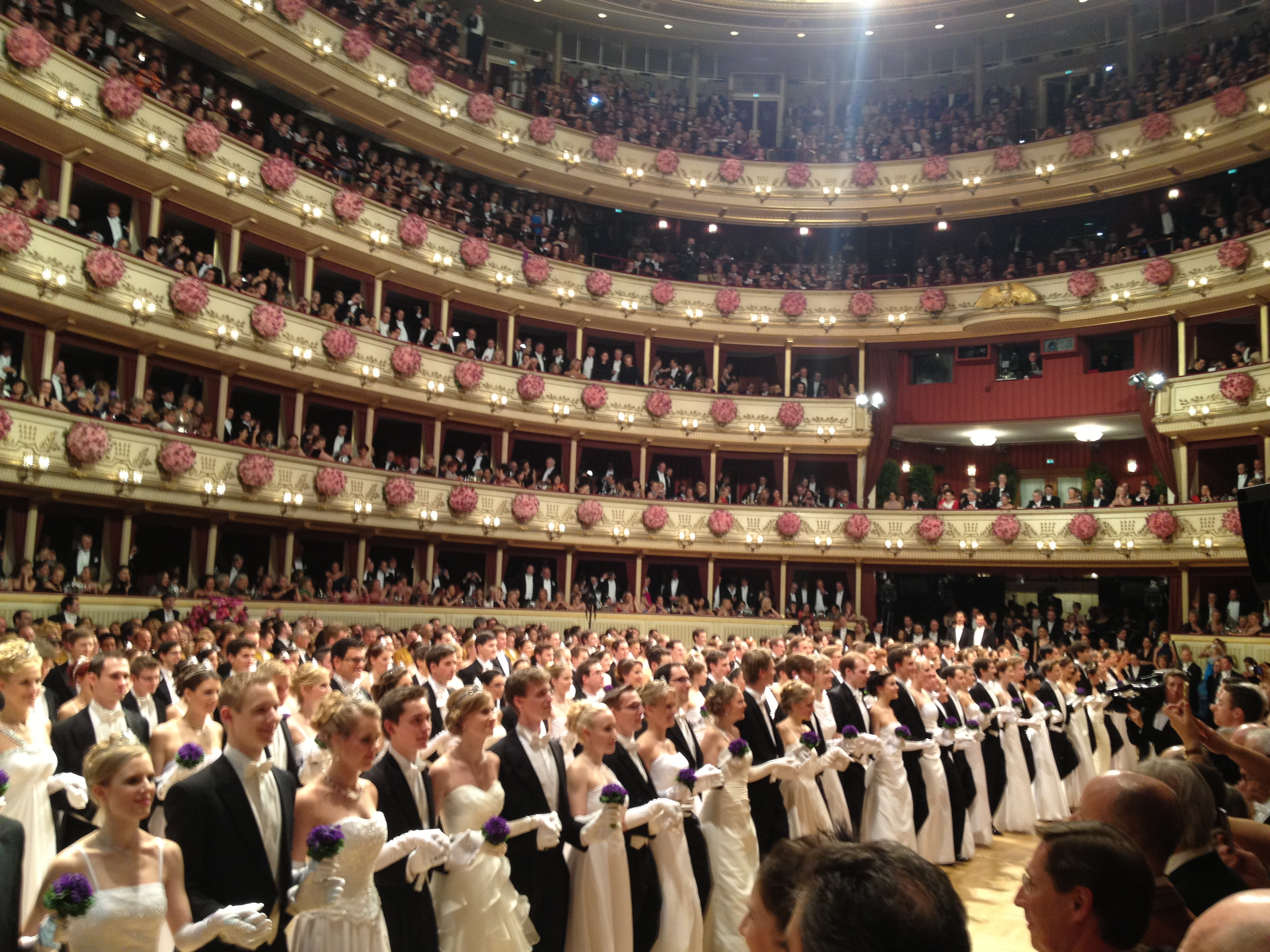
Entrada de debutantes durante à abertura do baile, 2014.

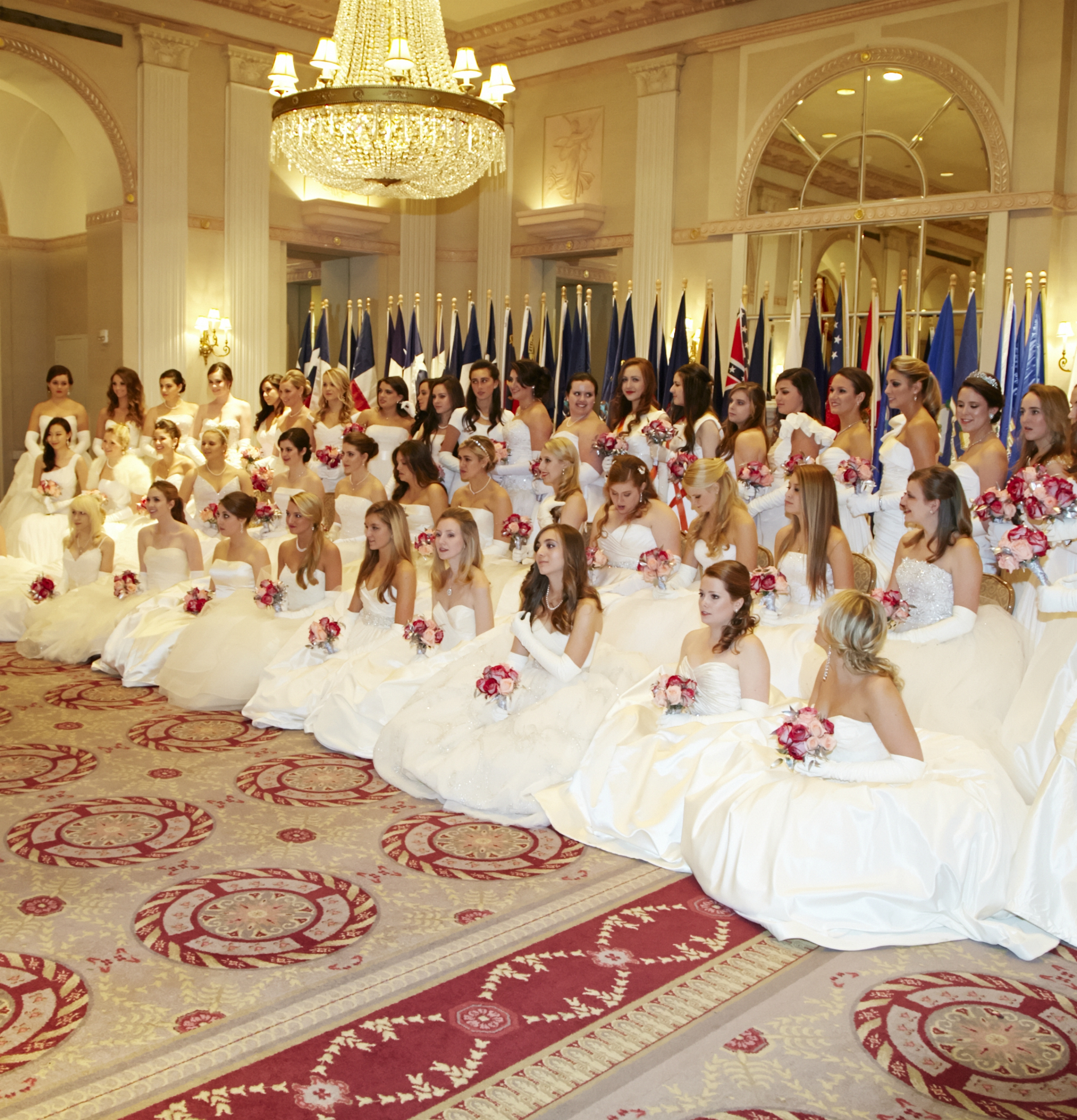
58° Baile de Debutante, 2012, Nova York (Hotel Waldorf-Astoria)

Embora a etimologia do termo luva de ópera seja desconhecida, as luvas acima do cotovelo têm sido usadas pelo menos desde o final do século XVIII, e as luvas que chegam até ou logo abaixo do cotovelo têm sido usadas por mulheres em países ocidentais desde o século XVII; em uma gravura existente da rainha Maria II da Inglaterra, datada da década de 1690, ela é mostrada usando luvas que vão até os cotovelos. As luvas de cotovelo foram amplamente populares durante o período Regência/Napoleônico (por volta de 1795 à 1820) e diminuíram de popularidade durante o início e meados do período Vitoriano (por volta de 1830 à 1870), mas desfrutaram de sua maior popularidade nas duas últimas décadas do século XIX e nos primeiros anos do século XX antes do início da Primeira Guerra Mundial. Durante esse período, as luvas de noite eram o padrão para roupas diurnas e noturnas; até mesmo alguns trajes de banho foram complementados com luvas de ópera. A etiqueta considerava as luvas um acessório obrigatório para homens e mulheres das classes altas, por isso era incomum ver uma mulher bem vestida em uma ocasião pública que não usasse algum tipo de luva. De acordo com vários historiadores da moda, as luvas acima do cotovelo voltaram à moda durante o final do século XIX pelas atrizes Sarah Bernhardt na França (para disfarçar o que ela considerava seus braços excessivamente magros) e Lillian Russell nos Estados Unidos.
A luva de ópera gozou de popularidade variável nas décadas desde a Primeira Guerra Mundial, sendo mais prevalente como um acessório de moda na década de 1940 até o início dos anos 1960, mas continua até hoje a ser popular entre as mulheres que desejam adicionar um toque particularmente elegante aos suas roupas formais. As luvas acabam por passar de pequenas revitalizações no design de moda em várias ocasiões, sendo populares nas coleções de alta-costura no final dos anos 2000. Luvas de ópera continuam a ser acessórios populares para vestidos de casamento, bailes de formatura, debutantes, quinceañeras e em danças de salão muito formais. Luvas brancas de ópera ainda são obrigatórias para debutantes no Baile da Ópera de Viena. Ao longo dos séculos, estilos e moda mudaram. Mas, a única constante que liga a debutante precoce na Inglaterra regêncial à debutante americana moderna, é o uso de luvas brancas acima do cotovelo feitas de pele kidskin. A luva das debutantes foi reconhecida por mais de um século como um dos principais símbolos da feminilidade da classe alta.
Eles às vezes são usados por artistas como dançarinas de cancã e performances de burlescos, em particular durante a apresentação de um striptease de vestido e luva. Na cultura popular, provavelmente as imagens mais conhecidas incorporando luvas de ópera são as de Rita Hayworth em Gilda (1946); Marilyn Monroe em Gentlemen Prefer Blondes (1953); Cinderela do filme da Disney Cinderella (1950); e Audrey Hepburn em Breakfast at Tiffany's (1961).

### Japão
No Japão, algumas senhoras usam luvas longas durante todo o dia no verão, para proteger o irojiro (色白) ideal, ou pele clara, que representa beleza, graça e status social elevado (bem como pureza e divindade nas religiões locais) no antigo Japão, e assim evitar qualquer forma de bronzeamento.

## Tipos

### Mosqueteiro

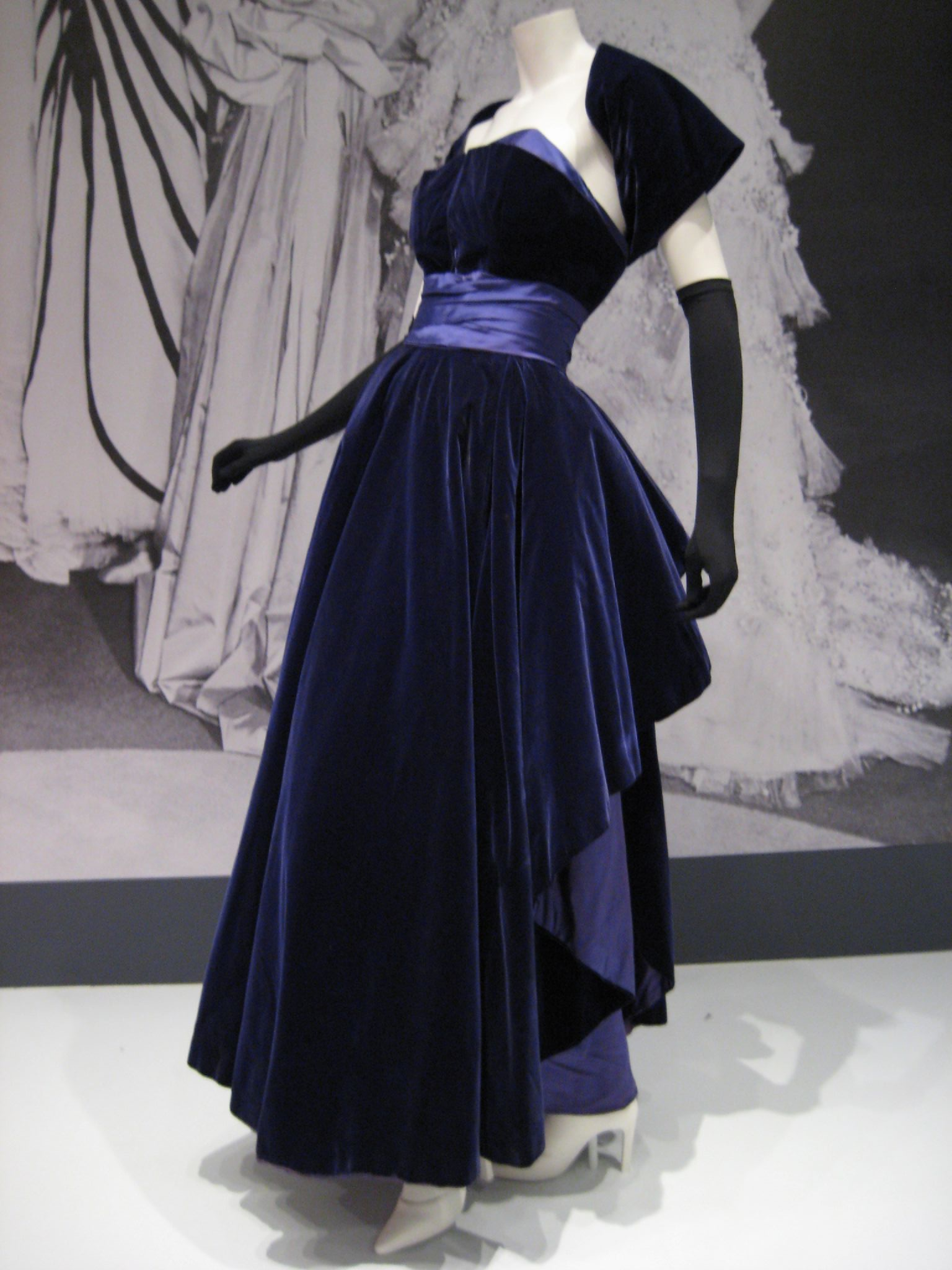
Robe em exposição designado por Christian Dior, pertencente ao Museu de Arte de Indianápolis.

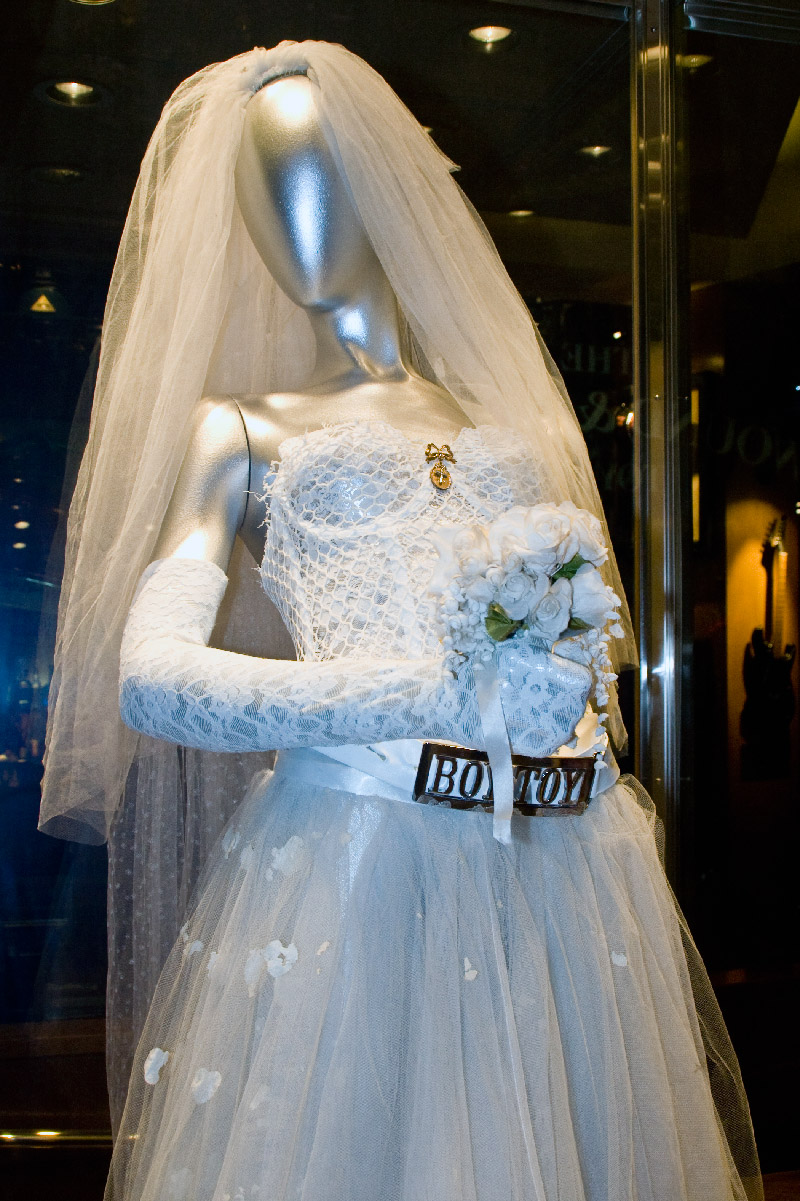
O vestido usado pela cantora na capa do disco, incluindo o famoso e infame cinto "Boy Toy" (imagem).

O tipo de luva de ópera mais conhecido, a mosqueteira, recebe este nome devido à abertura ao nível do pulso (mais comumente três polegadas de comprimento) que é fechada por três (geralmente) botões ou fechos de pressão, mais frequentemente feitos de pérolas ou algum material parecido. O estilo mosqueteira é originalmente derivado das manoplas usadas pelos mosqueteiros franceses dos séculos XVI e XVII, embora irônico, de acordo com Ambrose Bierce no Dicionário do Diabo, 1911:

Mousquetaire, n. Uma longa luva cobrindo uma parte do braço. Usado em Nova Jérsia. Mas "mousquetaire" é uma maneira muito pobre de soletrar muskeeter.

As luvas mosqueteiras têm botões no pulso para que o usuário possa abri-los e deslizar a mão sem tirar a luva inteira. A seção do dedo seria dobrada e mantida arrumada. É assim que as mulheres usavam luvas durante o jantar. Após a refeição, eles colocariam as mãos de volta nas luvas, geralmente pelo resto da noite. Durante o século XIX, especialmente a partir de meados da era vitoriana, as luvas foram adaptadas para se ajustarem muito bem às mãos e braços - tão apertadas, na verdade, que muitas vezes era necessário usar auxiliares como pó de talco e botões para calce as luvas; portanto, era considerado um tanto grosseiro vestir ou tirar as luvas completamente em público e as mulheres se certificavam de vesti-las na privacidade de suas casas antes de sair para algum evento (outro motivo para a popularidade do fecho). O fecho para luvas longas femininas parece ter se tornado mais popular durante a era vitoriana; e durante o período Napoleônico/Regêncial, as luvas longas costumavam ser confeccionadas para caber livremente no braço do usuário e costumavam ser usadas presas abaixo do cotovelo ou presas no bíceps com uma tira semelhante a uma liga. (Na versão cinematográfica de Orgulho e Preconceito de 2005, Rosamund Pike e várias outras atrizes usam luvas longas com cordões na parte superior da luva, mas isso pode não ser uma representação precisa do estilo das luvas longas durante a era da Regência; as gravuras de moda do período não parecem mostrar luvas com laços tipo cordão, mas costumam mostrar mulheres usando luvas sustentadas por tiras ou fitas semelhantes a ligas).
No período da década de 1930 até o início da década de 1960, a luva de noite foi adaptada para uso com certas roupas de dormir e descanso, ou conjuntos de peignoir. Essas luvas eram normalmente feitas do mesmo náilon transparente, raion ou seda leve da lingerie definida em uma cor correspondente ou complementar e sempre acima do comprimento do cotovelo. Essas luvas foram introduzidas para trazer a moda das mãos cobertas para o quarto, proteger a pele durante o sono e o tempo de lazer e fornecer modéstia para as mulheres durante as viagens, visitas ou acomodação compartilhada. Embora nunca difundidas, essas luvas de dormir eram um componente desejado dos conjuntos de quarto mais caros. Dada a prevalência de luvas na moda feminina de meados do século XX, uma mulher que adicionasse luvas de dormir a seu guarda-roupa teria usado luvas praticamente o tempo todo.

## Medidas
O comprimento das luvas de noite femininas é referido em termos de "botões", mesmo que propriamente possuam ou não botões. A palavra é derivada do francês e a medida exata é, na verdade, um pouco mais longa do que uma polegada. As luvas na altura do pulso são geralmente de oito botões, as do cotovelo têm dezesseis, o bíceps médio tem vinte e dois e o comprimento dos ombros tem trinta. Luvas de ópera têm entre 40 e 55 centímetros de comprimento, embora algumas luvas possam ter até 73 ou 76 centímetros. Para se preparar para as luvas, meça ao redor da mão na parte mais larga da palma onde estão os nós dos dedos, mas excluindo o polegar. A medida em centímetros é o tamanho da luva, mas se os braços forem grandes, pode ser prático aumentar um tamanho. Geralmente, uma luva de noite é considerada uma verdadeira luva de "comprimento de ópera" se atingir a metade do bíceps ou mais no braço do usuário, não obstante seu comprimento real em polegadas ou botões; portanto, uma mulher pequena pode achar uma luva com uma medida de 40 ou 43 centímetros adequada para o propósito, enquanto uma mulher alta pode precisar de uma luva com mais de 55 centímetros. O "comprimento do cotovelo ou mais" é o principal; luvas que cobrem uma parte substancial do antebraço, até logo abaixo do cotovelo, podem ser legitimamente chamadas de "luvas longas" ou "luvas de noite", mas nunca "luvas de ópera".

## Etiqueta da luva
De acordo com às normas de etiqueta para o uso adequada das luvas, algumas regras devem ser seguidas para a utilização do acessório;
- Não apareça em público sem suas luvas com você.[11]
- Não crie o hábito de carregar suas luvas - elas devem ser consideradas parte integrante de sua indumentária.[12]
- As luvas devem ser mantidas ao apertar as mãos, dançar ou apresentar a mão para ser beijada, mas não ao jantar.
- A regra básica para o comprimento de todas as luvas é a seguinte: quanto mais curta for a manga, mais comprida será a luva. Luvas de ópera são, portanto, usadas adequadamente com vestidos sem mangas ou de manga curta ou vestidos de noite sem alças, sem mangas ou de manga curta. Eventos formais exigem luvas que ultrapassam o comprimento do cotovelo.[13]
- Não use luvas curtas em gravatas brancas.[14]
- Branco, marfim, bege e cinza são as cores tradicionais para luvas de ópera e são apropriadas para qualquer ocasião em que luvas de ópera sejam usadas. Luvas pretas de ópera não devem ser usadas com vestidos brancos ou de cores claras, apenas com roupas de cores escuras ou brilhantes.[15]
- Você pode usar pulseiras sobre luvas, mas não anéis.

## Galeria

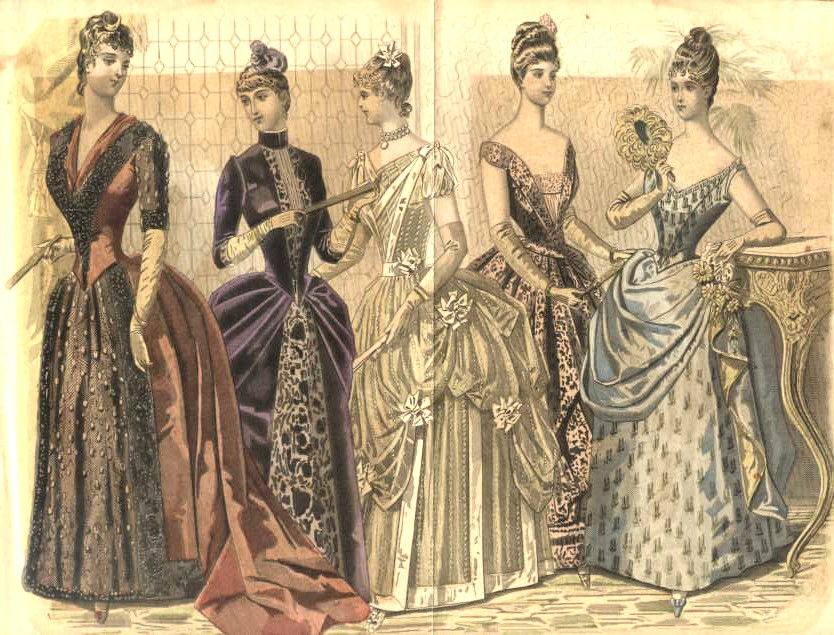
Gravura de moda de Peterson's Magazine, 1888.
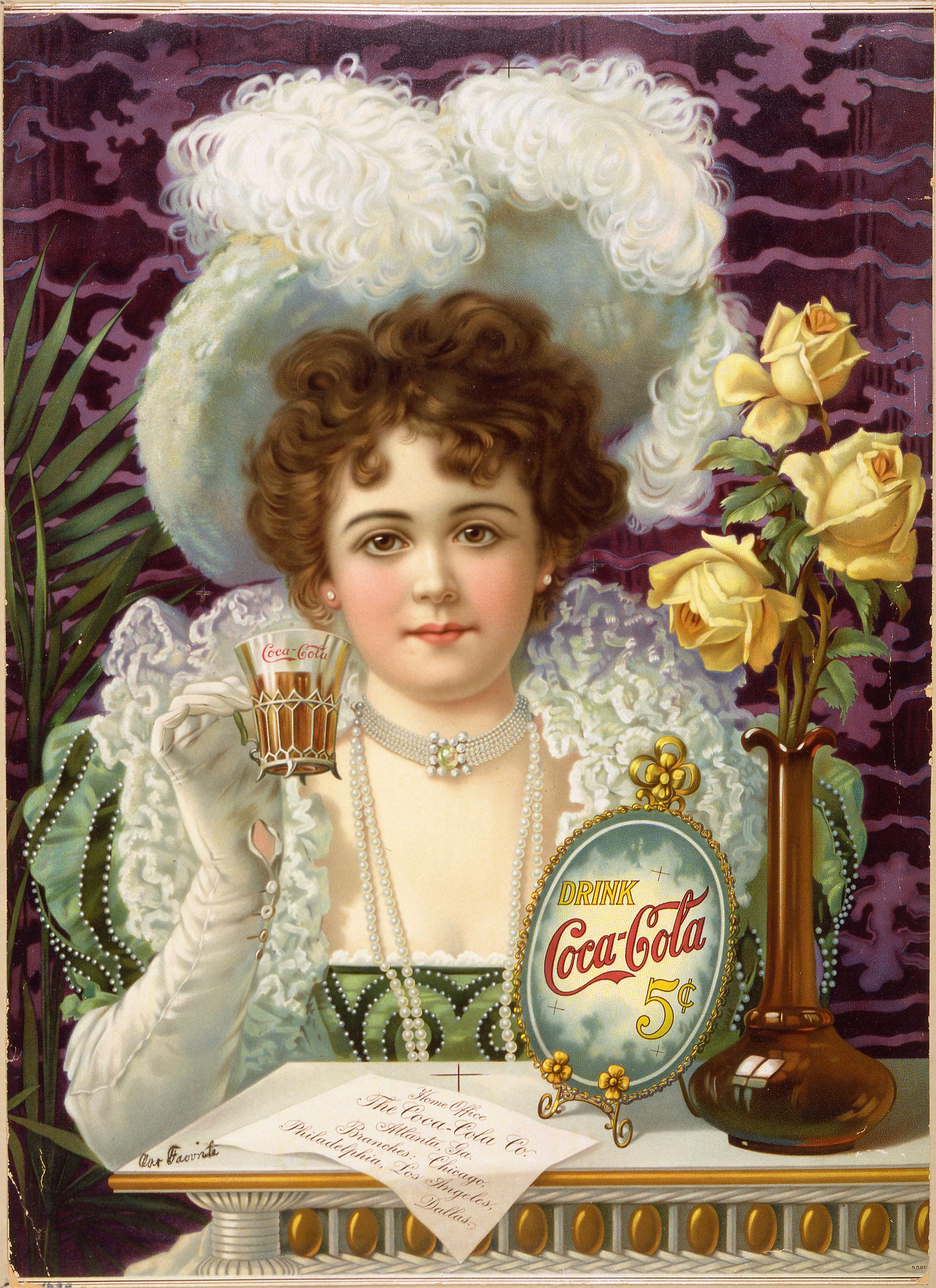
Anúncio da Coca-Cola, c. 1900.
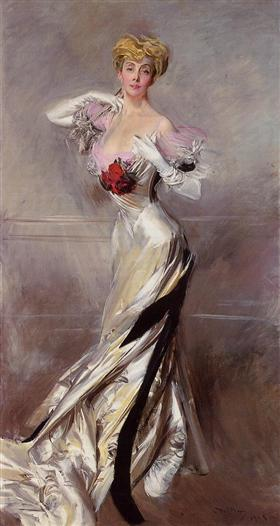
Retrato da condessa Zichy par Giovanni Boldini, 1905.
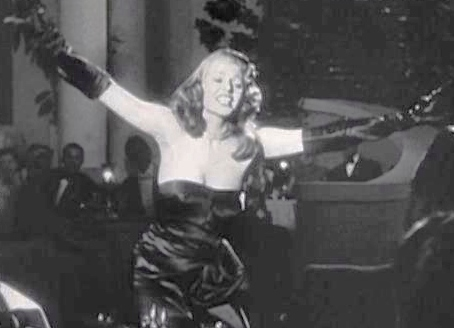
Rita Hayworth no trailer de Gilda 1946.
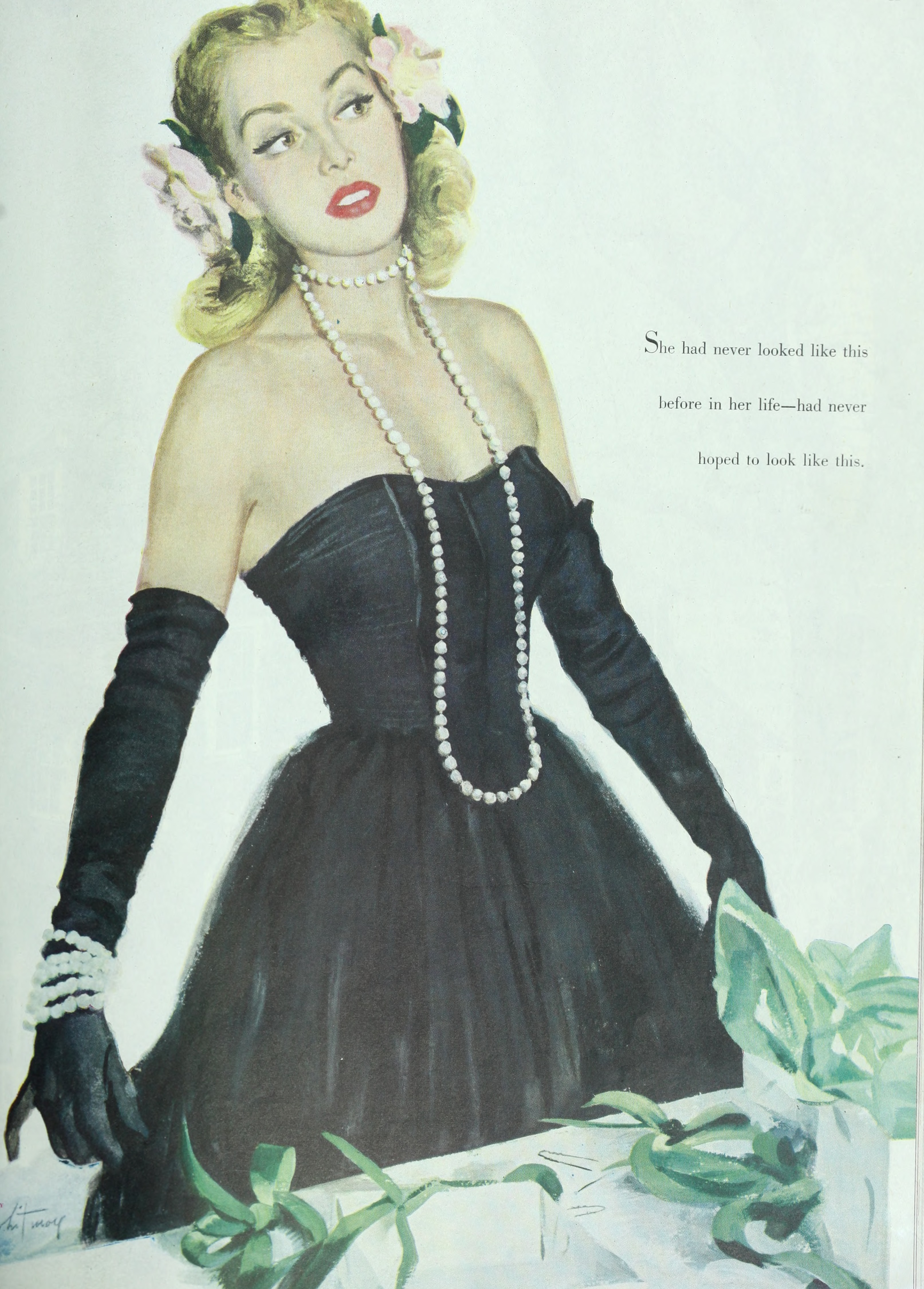
Senhoras do jornal doméstico, anúncio de 1948.
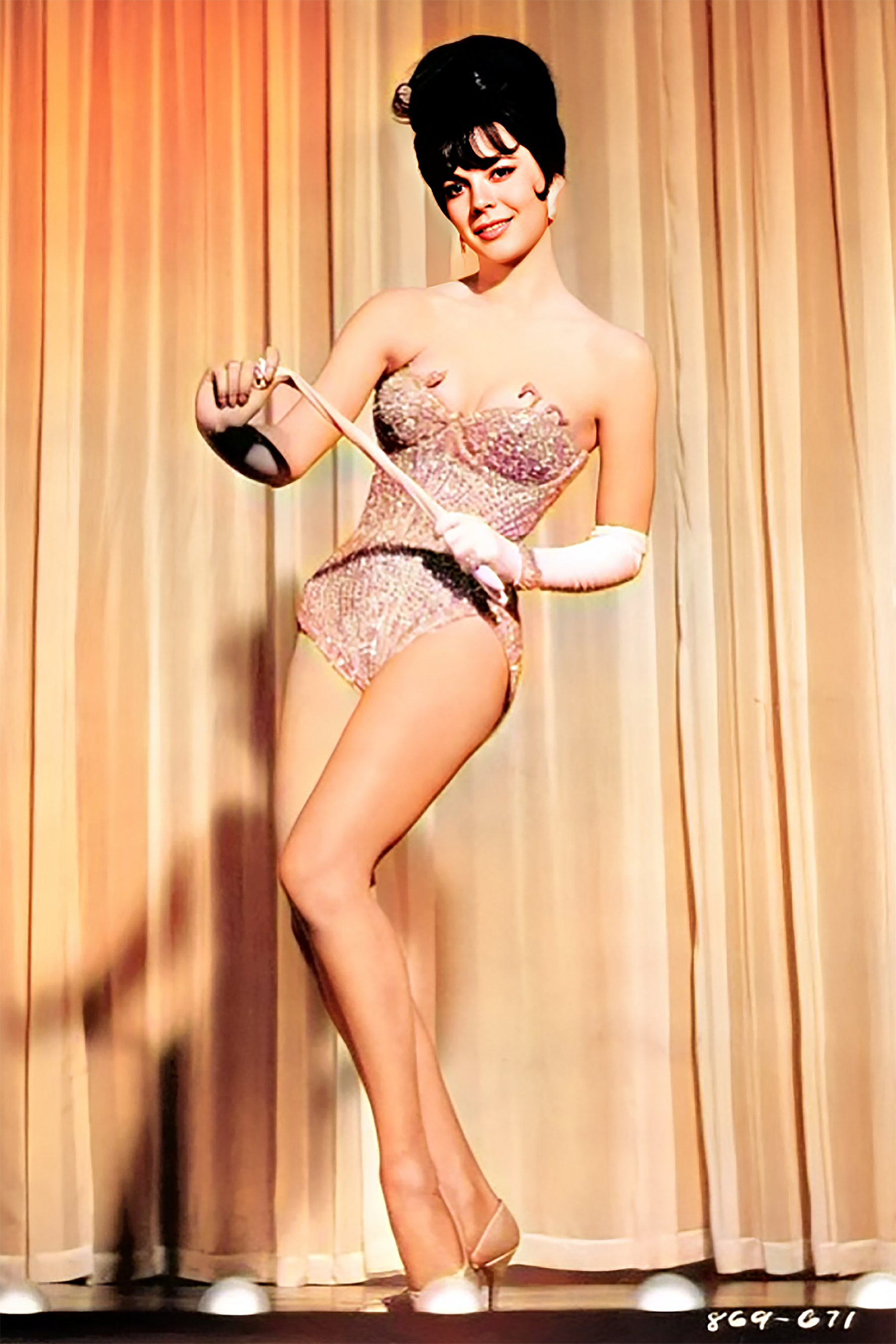
Natalie Wood retratando a stripper Gypsy Rose Lee, 1962.
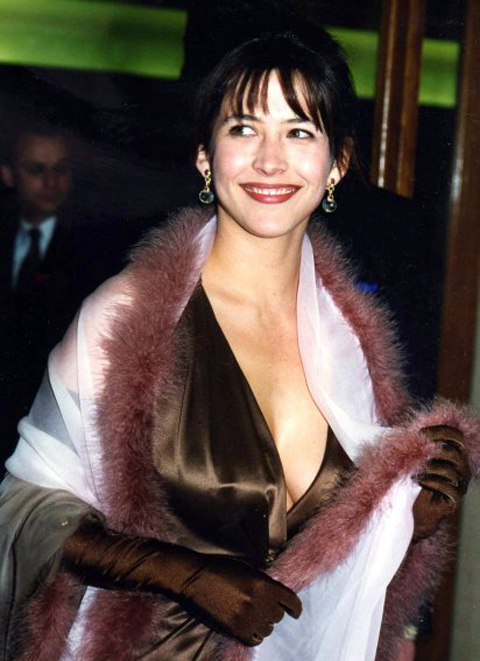
Atriz Sophie Marceau usando luvas de noite, 1996.
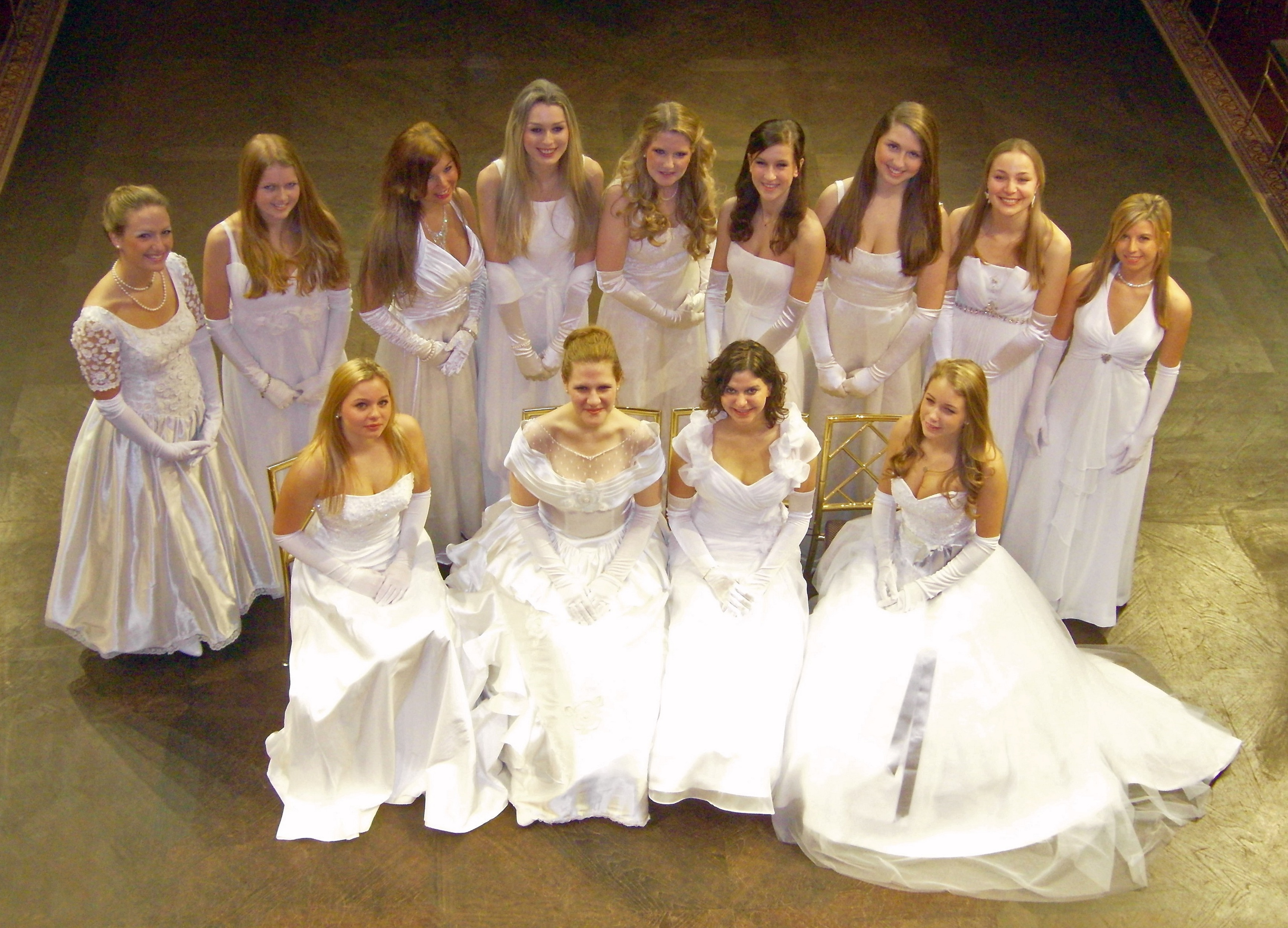
Vestidos brancos e luvas brancas de ópera usadas por Debutante, 2012.